# Берггрен, Линн
Мали́н Софи́я Катари́на Бе́рггрен (швед. Malin Sofia Katarina Berggren, род. 31 октября 1970, Гётеборг, Швеция) — шведская певица и автор песен. Бывшая участница музыкальной группы Ace of Base, в которой она участвовала с 1990 по 2007 год вместе с братом Юнасом Берггреном, сестрой Йенни Берггрен и общим другом Ульфом Экбергом.
Прежде чем стать певицей, Линн Берггрен училась на преподавателя в Техническом университете Чалмерса в Гётеборге, а также пела в церковном хоре.
Когда Ace of Base подписали контракт с датским лейблом Mega Records в 1990 году, Линн Берггрен приостановила развитие своей преподавательской карьеры. В то время, как её сестра Йенни заявляла прессе, что «она всегда хотела быть певицей», Линн предпочитала не делать подобных заявлений. Напротив, в 1997 году она сказала: «Я хотела петь, но я никогда не хотела быть певицей».

## Ace of Base

### Фронтвумен
Во время создания первого альбома Ace of Base — Happy Nation — Линн являлась главной вокалисткой группы, именно её голос лидировал в большинстве синглов, как и в самом известном хите — «All That She Wants». Однако в синглах «The Sign», «Waiting for Magic» и некоторых других треках альбома она и её младшая сестра Йенни имели равные роли. С момента выхода второго альбома группы — The Bridge — вокал сестёр Берггрен стал более равным. В 1997 году сообщалось, что Линн планирует создать сольный проект, выпустив песню «Lapponia», которая так и не получила официального релиза.

### Роль второго плана
C 1997 года Линн Берггрен появлялась на концертах группы, стоя при этом либо в плохо освещённом месте, либо прячась за предметы на сцене (например, шторы).
В клипах группы она стояла вдалеке от участников и её лицо было размыто. В течение года Линн не давала никому интервью. Другие участники группы с большой неохотой объясняли, что произошло с главной солисткой группы.
Менеджеры, продюсеры, руководители звукозаписывающих компаний объясняли поведение Линн Берггрен по-разному. В 1997 году, когда Линн отказалась принимать участие в церемонии World Music Awards, Клас Корнелиус из датской звукозаписывающей компании объяснил её отсутствие тем, что ей не нравится наносить макияж для выступления на сцене.
На церемонии группа исполнила песню «Ravine», Линн в это время стояла вдали от группы и играла на синтезаторе.
В одном из последних интервью Линн Берггрен в 1997 году, она заявила, что ей просто хочется остаться в тени. В последующих восьми видеороликах о группе Линн отсутствовала. На других рекламных материалах лицо Линн было грустное и размытое. Альбом Flowers, в частности, использует печально известную фотографию, где грустный образ Линн причудливо скрыт за дизайном, состоящим из «голубых лент», закрывающими очертания её лица. Линн редко принимала участие в совместных интервью с другими участниками группы в течение всего 1998 года, её участие в продвижении альбома Flowers было минимальным.
В 1998 году во время съёмок клипа на песню «Cruel Summer» в Риме Линн не хотела попадать в объектив камеры. Режиссёр Найджел Дик позже рассказал, что если бы не его настойчивость, то Линн действительно так бы и не появилась в клипе. Йенни Берггрен в музыкальном видео пришлось петь за обеих, она исполнила музыкальные партии сестры. Спустя год, основываясь на выступлении группы в Германии, журнал Bravo утверждал, что Линн Берггрен серьёзно заболела. В подтверждении своих слов журнал опубликовал фотографии Линн. Ульф Экберг однажды заявил, что у Линн фобия камер, но другие источники заявляли, что она просто боится летать на самолётах, отсюда следует её отсутствие на некоторых концертах группы. Линн появлялась на концертах в городах Гётеборг и Копенгаген, так как в эти города ей не приходилось лететь. Члены группы говорили, что Линн всегда была застенчивой, скромной девушкой и она была бы счастлива, если Йенни возглавит группу, хотя нападение фанатки с ножом на Йенни и их мать в 1994 году также стало причиной нежелания Линн появляться в общественных местах. Нападавшей оказалась немецкая поклонница, которая после ареста утверждала, что целью её нападения являлась Линн.
Линн Берггрен написала несколько песен для Ace of Base, некоторые даже не были исполнены перед публикой. В середине 1990-х годов Линн написала и спродюсировала несколько песен — это «Just 'N' Image», «Whispers in Blindness» и «Strange Ways», которые были включены в альбом The Bridge. Некоторые поклонники связывают странное поведение Линн с текстом песни «Strange Ways».
Последний раз она выступала перед публикой в 2002 году на немецком телевидении, Линн стояла позади группы и играла на синтезаторе. Один из поклонников сделал фотографию Линн, на которой она находится за сценой и улыбается.
Весной 2005 года Йенни Берггрен заявила в интервью, что Линн по-прежнему скрывается от общественности и не даёт интервью никаким средствам массовой информации. В октябре и ноябре 2005 года группа втроём выступала в Бельгии, Линн на выступлении присутствовать не смогла.
В 2007 году группа официально объявила о её уходе из коллектива.

### Уход из группы
Согласно интервью, которое дал Ульф Экберг 20 июня 2006 года, Линн Берггрен вернулась в университет, но несмотря на это, она будет участвовать в записи нового альбома.
30 ноября 2007 года в другом интервью Ульф Экберг заявил, что Линн Берггрен окончательно покинула группу и не будет принимать участие в записи нового альбома. Группа уже выступала некоторое время без Линн в качестве трио. Фотографии Линн Берггрен были удалены из всех рекламных материалов группы на официальном веб-сайте. А настоящая фронтвумен Йенни Берггрен подтвердила уход сестры в датской прессе: «Она не была частью Ace of Base в течение нескольких лет».

## Личная жизнь
Детали личной жизни Линн неизвестны, в то время как другие участники коллектива открыты по поводу своих отношений. В 2015 году Юнас Берггрен подтвердил, что он до сих пор регулярно видит Линн и что она наслаждается спокойной жизнью, без интереса к славе и к возвращению в музыку.

## Вклад в группу Ace of Base

### Вокал
Её голос можно услышать во всех песнях, за исключением:
- «Fashion Party» (исполняют Йенни, Ульф и Юнас)
- «My Mind» (Йенни и Ульф)
- «Dimension of Depth» (инструментальная)
- «Ravine» (Йенни)
- «Experience Pearls» (Йенни)
- «Wave Wet Sand» (Йенни)
- «Mercy Mercy» (Йенни)
- «I Pray» (Йенни и Ульф)
- «Donnie» (US Version) (Йенни)
- «Don’t Go Away» (Йенни)
- «Unspeakable» (Йенни)
- «Remember the Words» (Йенни)
- «World Down Under» (Йенни)
- «Show Me Love» (Йенни)
- «Beautiful Morning» (Йенни)
- «Wonderful Life» (Йенни)
- «The Juvenile» (Йенни)
- «What’s The Name of The Game» (Йенни)

### Автор текстов
Линн Берггрен написала следующие песни:
- «Hear Me Calling» (вместе с Юнасом, Йенни и Ульфом)
- «Strange Ways»
- «Whispers In Blindness»
- «Just N Image»
- «Lapponia»
- «Love in December» (с Юнасом, Йенни и Ульфом)
- «Beautiful Morning» (с Юнасом и Йенни)
- «Change With the Light» (с Юнасом, Йенни и Ульфом)
- «What’s the Name of the Game» (с Юнасом, Йенни, Гарри Соммердалем и Йонасом Вон Дер Бургом)

### Продюсер
Линн Берггрен продюсировала следующие песни:
- «Strange Ways»
- «Whispers In Blindness»
- «Just N Image»
- «Lapponia»

### Другое
- «Sang» (песня исполнена на дне рождения принцессы Швеции — Виктории, 14 июля 1997 год)